# Macromerion
Macromerion — вимерлий рід нессавцевих синапсидів родини Sphenacodontidae з відкладень пізнього карбону в Чехії. Він був названий як вид Labyrinthodon у 1875 році та як окремий рід у 1879 році.